# Цецина Лолиана
Цецина Лолиана (на латински: Caecina Lolliana) е римлянка от 4 век, жреца на Изида.
Тя се омъжва за Гай Цейоний Руфий Волузиан Лампадий (преториански префект 355 г., praefectus urbi на Рим 365 г.) от фамилията Цейонии, от която са и императорите Луций Елий и Луций Вер. Домът им се намирал близо до термите на Константин (Thermae Constantinianae), на Collis Salutaris на хълма Квиринал. Синът им Цейоний Руфий Албин e praefectus urbi 389 – 391 г. Тя е баба на Руфий Антоний Агрипий Волузиан (praefectus urbi през 417 – 418).